# Andrea del Castagno
Pour les articles homonymes, voir Andrea di Bartolo et di Bartolo.
Andrea del Castagno né Andrea di Bartolo di Bargilla (Castagno vers 1421 - Florence, 19 août 1457) est un peintre florentin de la Renaissance qui, par ses forts et minutieux clairs-obscurs, a influencé l'école de Ferrare.
Son nom dérive du lieu de naissance, Castagno di San Godenzo, dans le haut Mugello, sur les pentes du mont Falterona.

## Biographie
Andrea naît de Bartolo di Simone di Bargilla et de Lagia vers 1421 dans à Castagno di San Godenzo, sur les pentes du mont Falterona dans le haut Mugello.
Chargé par la république de Florence de faire sur la façade du Bargello où doit être représentée l'exécution, au lendemain de la bataille d'Anghiari, l’effigie des rebelles pendus, il le fait avec une si effrayante vérité, que le peuple ne l'appelle plus depuis qu'Andreino degli Impiccati (André des Pendus).
Proche de Masaccio par la puissance du modèle, il exécute entre 1440 et 1444 les fresques de la Crucifixion et les saints, dans le petit cloître de Santa Maria degli Angeli à Florence. Elles sont aujourd'hui conservées à l'hôpital Santa Maria Nuova. Les effets de perspective et les figures y montre l'influence de Masaccio.
En 1442, il est à Venise où il exécute les fresques de la chapelle San Tarasio de l'église San Zaccaria ; et plus tard à la basilique Saint-Marc avec une fresque de La Mort de la Vierge (1442-1443).
Revenu à Florence, en 1444, il dessine un vitrail de la Déposition de Croix pour la cathédrale.
Le 30 mai 1445, il devient membre de l'Arte dei Medici e Speziali et travaille pour les moines bénédictins. Il exécute pour eux de 1445 à 1450 les fresques du réfectoire de Sant'Apollonia représentant différents épisodes de la vie du Christ dont La Cène. Ces fresques s'y trouvent encore et constituent un de ses ensembles les plus lisibles parce que conservé dans son emplacement d'origine.
Des mêmes années est sa fresque de la Vierge à l'Enfant et des saints (aujourd'hui dans la collection Contini Bonacossi, à la galerie des Offices).
De 1451 à 1453 il travaille dans la loggia de la Villa de Legnaia, un des quartiers de Florence, où il réalise les portraits de femmes et hommes illustres pour le gonfalonnier Filippo Carducci.
Il poursuit également dans l'église Sant'Egidio, le travail interrompu en 1445 par Domenico Veneziano (mort en 1461) et Piero della Francesca, qui se composait d'un cycle sur la Vie de la Vierge hélas entièrement perdu.
Andrea del Castagno aurait obtenu de Domenico Veneziano le secret de la peinture à l'huile. Toutefois, la légende selon laquelle Andrea del Castagno l'aurait assassiné, mentionnée par l'anonyme Gaddiano dans un manuscrit rédigé vers 1540, et que reprend Giorgio Vasari dans ses Vite, est démentie par leurs dates de mort respectives : en effet, Andrea del Castagno est décédé en 1457 de la peste, soit quatre ans avant la mort de Domenico Veneziano en 1461.
En 1456 son colossal portrait équestre peint à fresque dans le bas-côté de la cathédrale Santa Maria del Fiore de Florence, à la mémoire du condottiere Niccolò da Tolentino, est l'un des exemples les plus éloquents de perspective illusionniste de la Renaissance.

## Œuvres
- 1442 les fresques de la chapelle San Tarasio de l'église San Zaccaria de Venise
- 1445 - 1450 La Cène monumentale du réfectoire de Sant'Apollonia.
- 1450 Portrait d'homme , National Gallery of Art, Washington [5]
- (v.1450) David , détrempe sur cuir montée sur bois, National Gallery of Art, Washington[6]
- 1456 Monument équestre à Niccolò da Tolentino, cathédrale Santa Maria del Fiore à Florence[7].
- Il est influencé par la sculpture de Donatello et il réalise des figures d’hommes illustres, initialement peintes pour un salon de la villa Carducci à Legnaia[8], comme autant de sculptures monumentales.
- Madone de Casa Pazzi

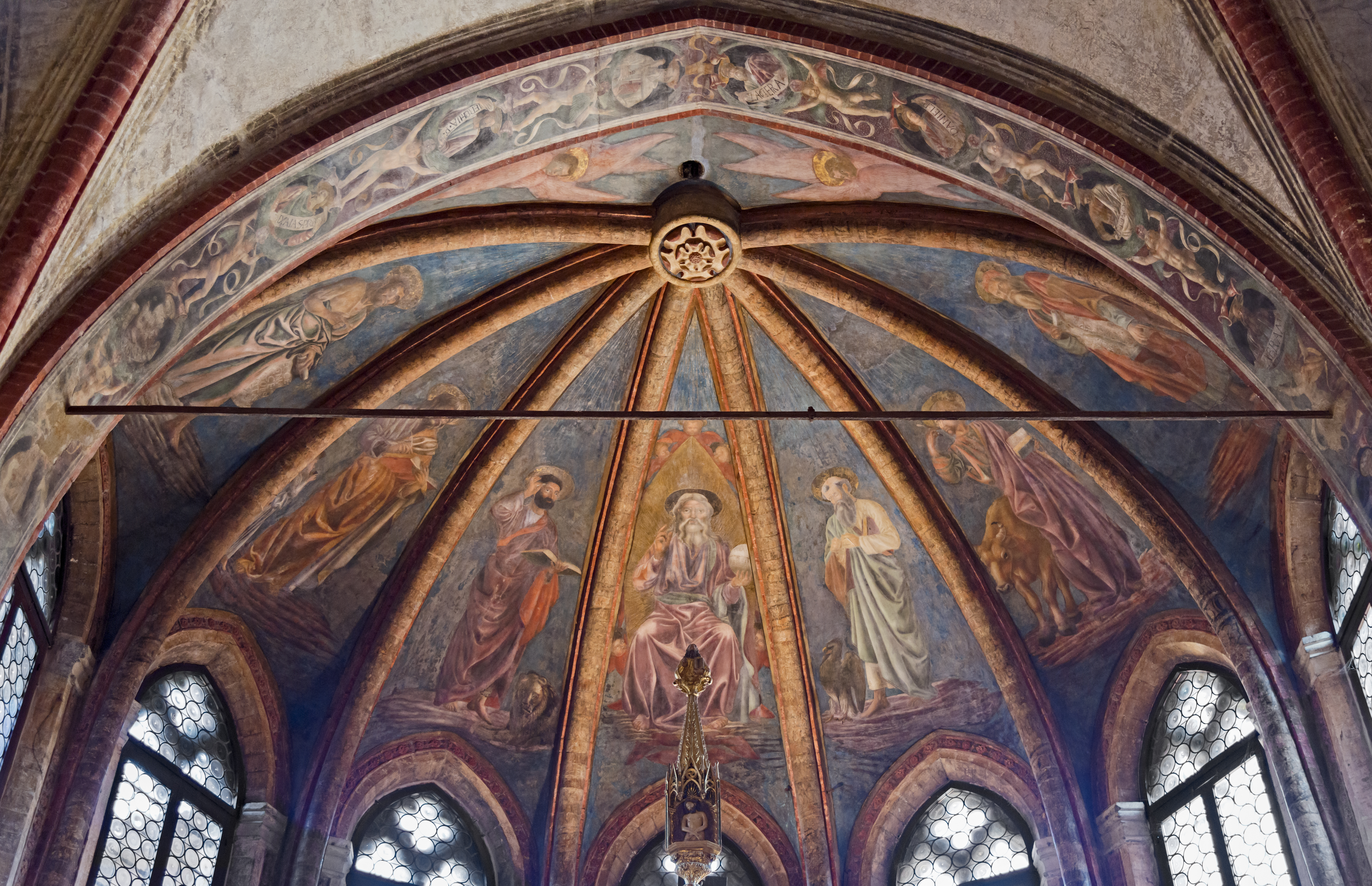
Fresques de la voûte absidale église San Zaccaria.
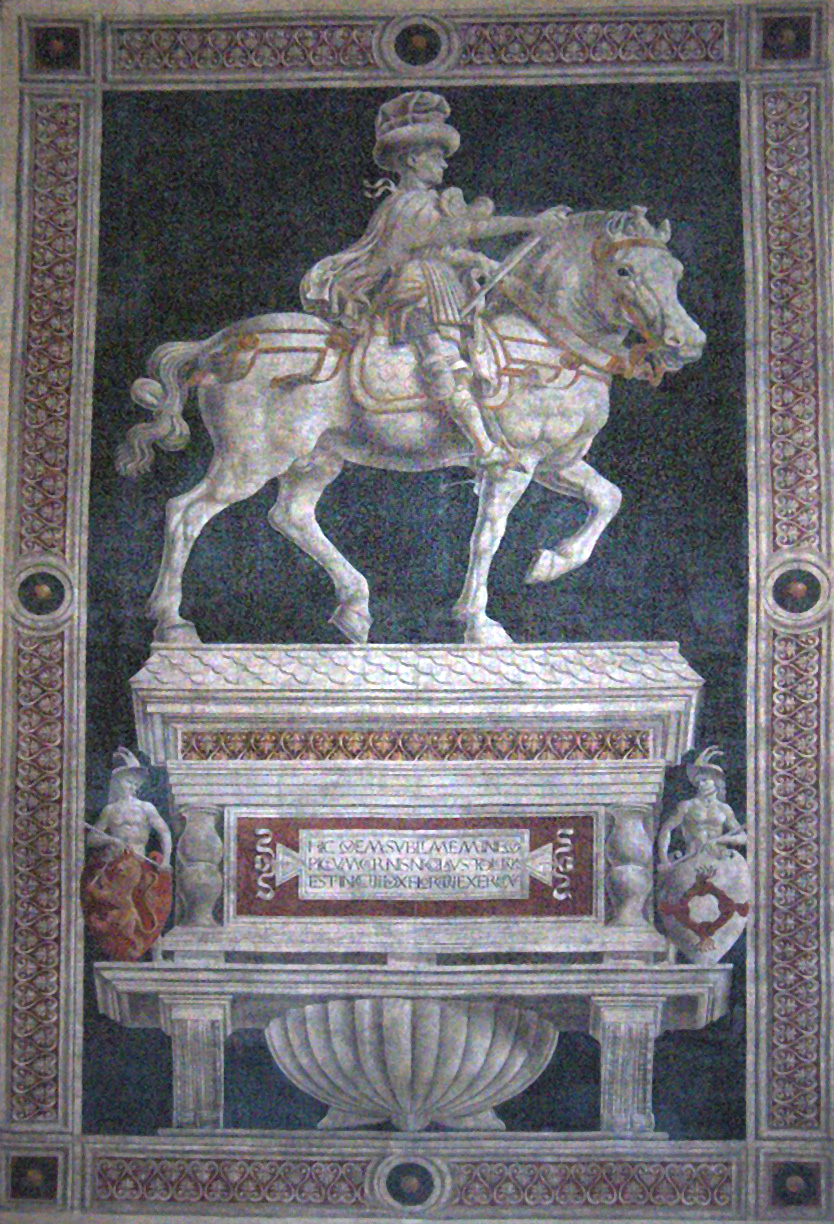
Niccolò da Tolentino, fresque (1456).
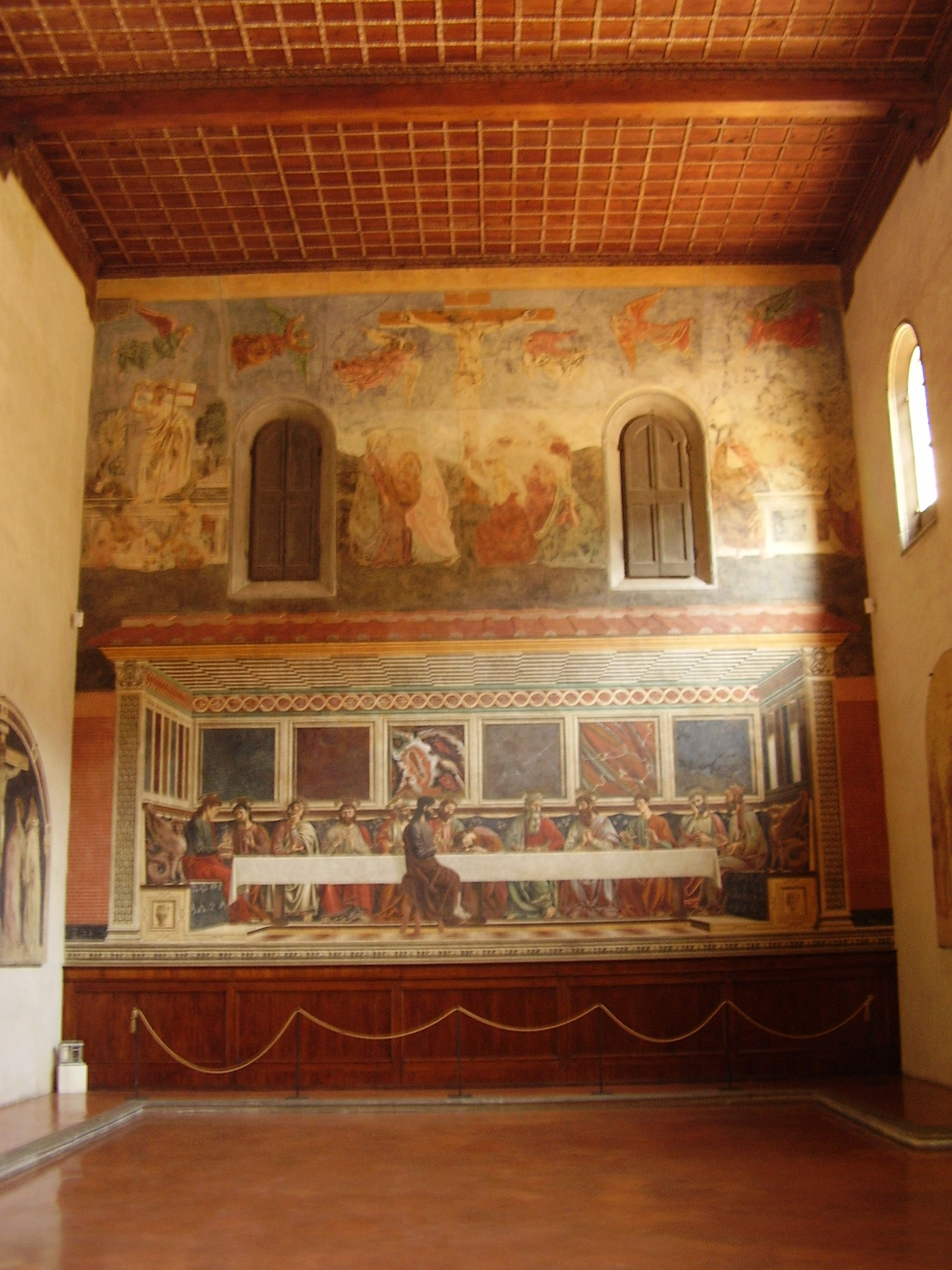
La Cène de Sant'Apollonia.
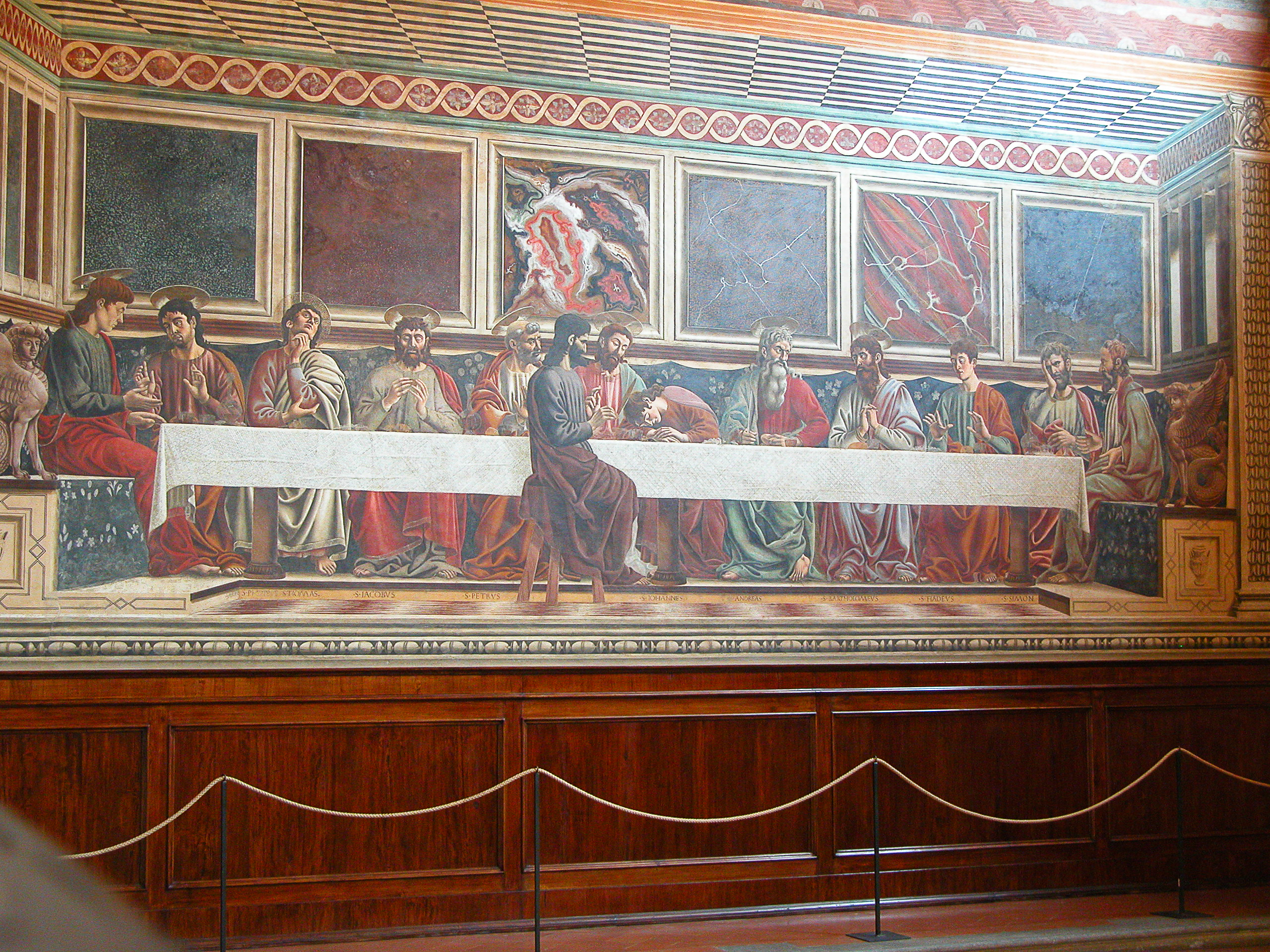
Fresque du Cenacolo di Sant'Apollonia.
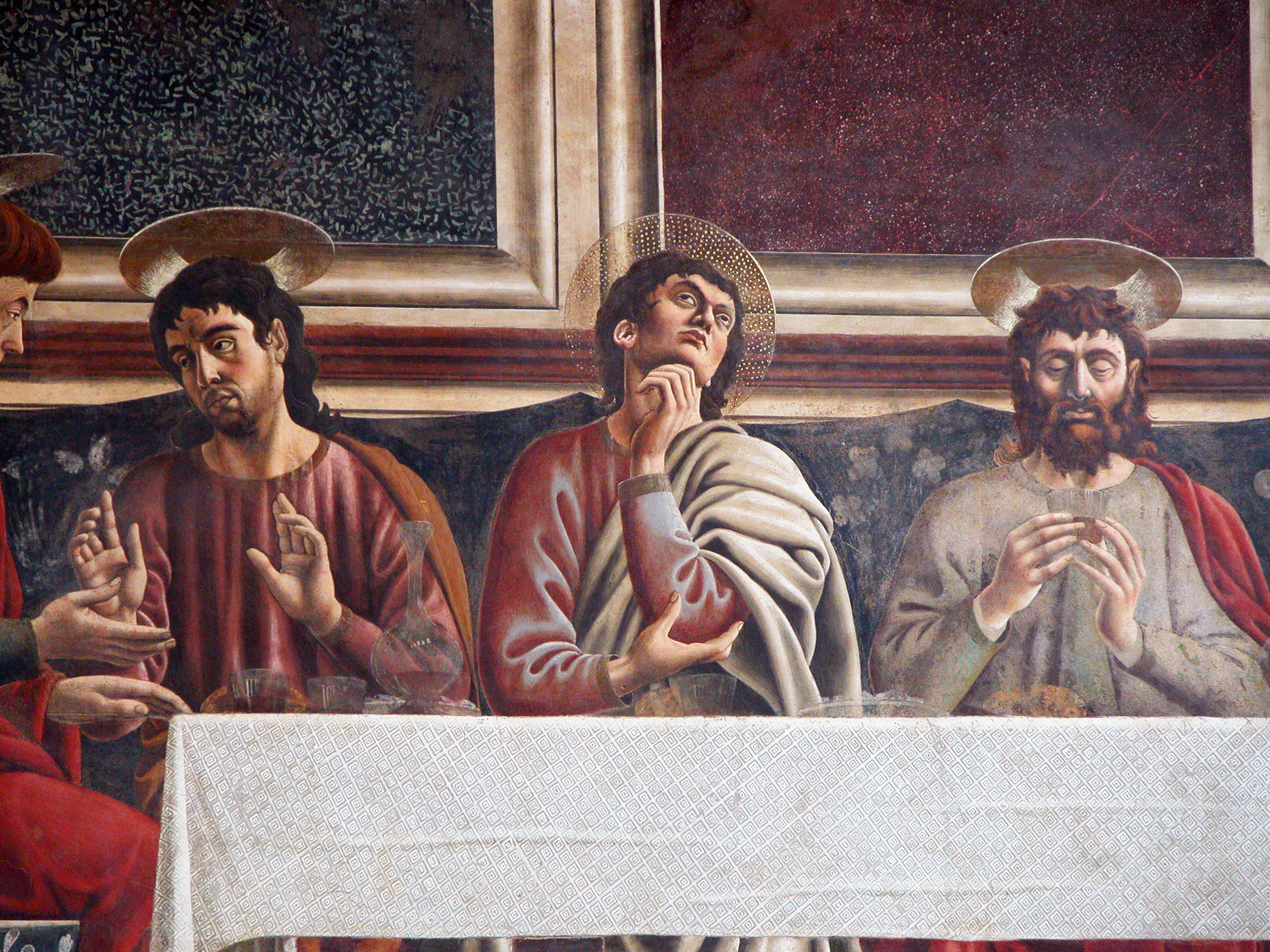
La Cène de Sant'Apollonia (détail).
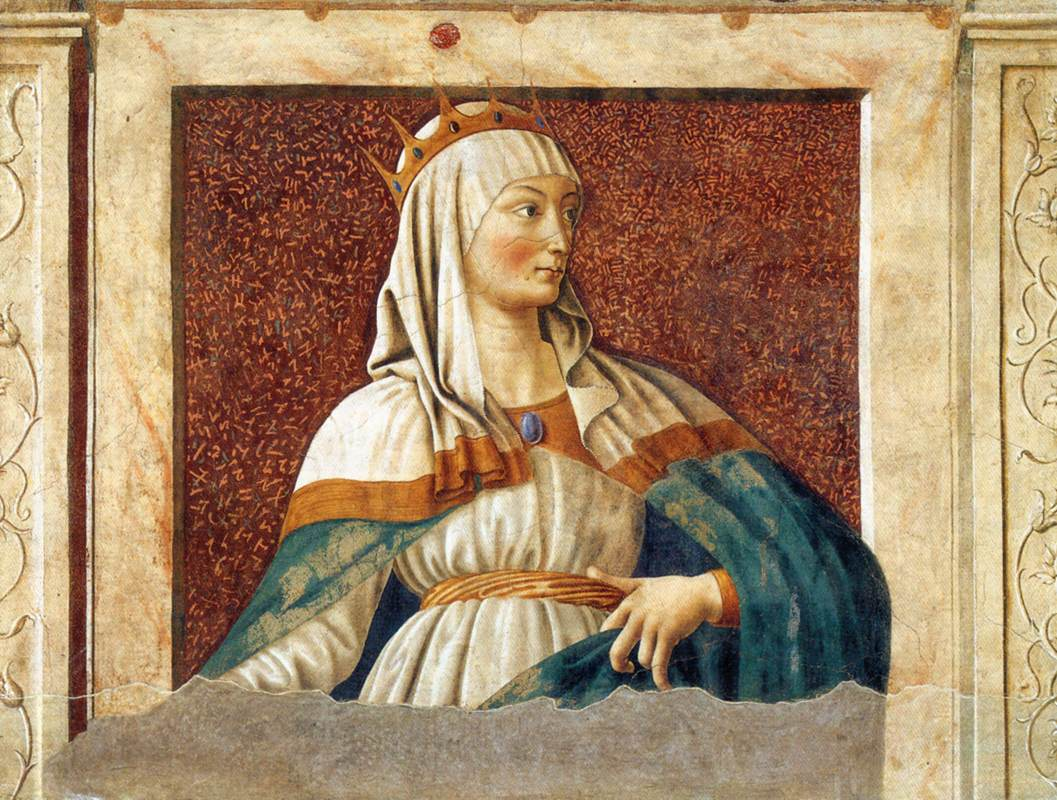
Esther dans sa série des Hommes et femmes illustres.